# Bílý Kostel nad Nisou
Bílý Kostel nad Nisou è un comune della Repubblica Ceca facente parte del distretto di Liberec, nella regione omonima.